# Julián Castro
Julián Castro (wym. ˌhuːliˈa:n; ur. 16 września 1974 w San Antonio) – amerykański polityk meksykańskiego pochodzenia, sekretarz urbanizacji w latach 2014–2017, burmistrz miasta San Antonio w latach 2009–2014, radny San Antonio w latach 2001–2019. 

## Wczesne życie i edukacja
Julián Castro urodził się 16 września 1974 w San Antonio. Jego ojcem był aktywista polityczny i pedagog Jesse Guzman, a matką aktywistka polityczna i administrator uczelni Maria "Rosie" del Rosario Castro. Julián Castro ma o jedną minutę młodszego brata bliźniaka Joaquina Castro, który został kongresmenem. Jego rodzice nigdy nie byli małżeństwem i rozstali się, gdy ich synowie mieli 8 lat. Wychowywały ich głównie matka i babcia Victoria Castro.
Pomimo że jego matka była imigrantką z Meksyku, w domu mówiła po angielsku, więc Castro nigdy nie nauczył się mówić płynnie po hiszpańsku. Podstaw tego języka nauczyła go babcia, lecz on sam nie uczył się dodatkowo.
W 1994 w czasie studiów na Uniwersytecie Stanforda, na wydziale politologii i komunikacji, pracował jako stażysta w Białym Domu. W 1996 ukończył studia z tytułem Bachelor’s degree, a w 2000 ukończył studia prawnicze na Harvard Law School z tytułem Juris Doctor.
Od 2000 do 2002 pracował w firmie prawniczej Akin, Gump, Strauss, Hauer & Feld w San Antonio. W 2005 założył własną kancelarię.

## Kariera polityczna
Od 2001 do 2005 był radnym, reprezentującym 7. okręg miasta San Antonio. Był najmłodszym wybranym radnym w historii tego miasta.
W czerwcu 2005 kandydował na burmistrza San Antonio, jednak przegrał z byłym sędzią Philem Hardbergerem. Ponownie kandydował cztery lata później i 9 maja 2009 wygrał.z wynikiem 56,23%. Pełnił funkcję burmistrza od 1 czerwca 2009 do 22 lipca 2014, uzyskując reelekcję w 2011 i 2013.
4 września 2012 w Charlotte w Karolinie Północnej był pierwszym Latynosem, który wygłosił przemówienie na Krajowej Konwencji Partii Demokratycznej.
23 maja 2014 prezydent Barack Obama ogłosił plan mianowania Castro sekretarzem urbanizacji. Senat zatwierdził jego nominację 9 lipca 2014 stosunkiem głosów 71 do 26. Castro pełnił urząd sekretarza od 28 lipca 2014. 
18 lipca 2016 agencja rządowa United States Office of Special Counsel oświadczyła, że Castro naruszył prawo wynikające z ustawy Hatch Act, zabraniające pracownikom federalnym wpływania na wybory. Castro uczynił to, popierając w kwietniowym wywiadzie Hillary Clinton jako kandydatkę w wyborach prezydenckich w 2016. Przyznał się do naruszenia prawa.
20 stycznia 2017 zakończył pełnienie urzędu sekretarza w związku ze zmianą prezydenta Stanów Zjednoczonych.
12 grudnia 2018 Castro poinformował o utworzeniu komitetu rozpoznawczego, który miał zbadać zainteresowanie jego ewentualnym udziałem w wyborach prezydenckich.
12 stycznia 2019 ogłosił rozpoczęcie kampanii prezydenckiej i udział w prawyborach Partii Demokratycznej przed wyborami prezydenckimi w Stanach Zjednoczonych w 2020 roku. 2 stycznia 2020 zawiesił swoją kampanię, ponieważ sondaże nie dawały mu na tym etapie szans na wygraną. Po wycofaniu się poparł w prawyborach Elizabeth Warren.

## Wyniki wyborów
Poniżej wymienione zostały wybory powszechne, w których Julián Castro wziął czynny udział. Poprzez głównego przeciwnika rozumie się kandydata, który w danych wyborach wygrał lub zajął drugie miejsce jeśli wygrał Castro.
| Wybory                                        | Rok  | Partia      | Główny przeciwnik                 | Głosy powszechne | %     | Wygrana | Przypis |
| --------------------------------------------- | ---- | ----------- | --------------------------------- | ---------------- | ----- | ------- | ------- |
| Wybory do rady miasta San Antonio w 7. okręgu | 2001 | Bezpartyjny | Fred A. Rangel (Bezpartyjny)      | 7 070            | 61,76 | T       | [ 5 ]   |
| Wybory do rady miasta San Antonio w 7. okręgu | 2003 | Bezpartyjny | brak                              | 2 005            | 100   | T       | [ 6 ]   |
| Wybory do rady miasta San Antonio w 7. okręgu | 2005 | Bezpartyjny | Phil Hardberger (Bezpartyjny)     | 47 893           | 41,99 | T       | [ 7 ]   |
| Wybory na burmistrza San Antonio              | 2005 | Bezpartyjny | Phil Hardberger (Bezpartyjny)     | 63 001           | 48,53 | N       | [ 8 ]   |
| Wybory na burmistrza San Antonio              | 2009 | Bezpartyjny | Trish DeBerry-Mejia (Bezpartyjna) | 42 745           | 56,23 | T       | [ 9 ]   |
| Wybory na burmistrza San Antonio              | 2011 | Bezpartyjny | Will McLeod (Bezpartyjny)         | 34 309           | 81,44 | T       | [ 10 ]  |
| Wybory na burmistrza San Antonio              | 2013 | Bezpartyjny | Rhett R. Smith (Bezpartyjny)      | 29 449           | 66,51 | T       | [ 11 ]  |

## Życie prywatne
Jest rzymskim katolikiem.
W 2007 ożenił się z Ericą Lirą. Razem mają dwójkę dzieci. W 2009 urodziła im się córka Carina, a w 2014 syn Cristian.